# 河野傳
河野 傳（河野 伝）（こうの つとう、1896年（明治29年） - 1963年（昭和38年）10月24日）は、日本の建築家、技術者、経営者。宮崎県出身。旧国立駅舎の設計者と考えられている。

## 来歴
1896年（明治29年）に、宮崎県児湯郡美々津村（現：宮崎県日向市）の廻船問屋・河内屋の河野勢蔵、リサの長男として出生。美々津村立美々津尋常小学校（現：日向市立美々津小学校）、宮崎県立宮崎中学校（現：宮崎県立宮崎大宮高等学校）を経て、京都高等工芸学校図案科（現：京都工芸繊維大学）にて本野精吾の下で建築を学ぶ。卒業後、建築家となり、フランク・ロイド・ライトに師事し、帝国ホテル新館（ライト館）の建設に携わる。1923年（大正12年）には上野陽一邸の設計を手掛けている。
帝国ホテル建設後は、箱根土地（現：プリンスホテル）に入社。堤康次郎の下で、渋谷区百軒町の劇場、池袋白雲閣、軽井沢グリーンホテル、目白文化村のN氏邸等の設計に携わる。また、箱根土地が建設した国立駅の設計者と考えられている（後述）。
太平洋戦争後は渡米してトーキー製作技術を学び、トーキースタジオであるコーノトーン映画録音研究所を設立して独立。ドキュメンタリー映画『音感』（大都映画文化映画部第1回作品）、『オモチャの科学』の企画・製作を行った。その後は洋明化学株式会社を起こし、万能ハンドクリーナーの開発、製造を行った。
1963年（昭和38年）10月24日に67歳で死去。

## 国立駅の設計者
1926年（大正15年）、箱根土地が東京府北多摩郡谷保村（現：東京都国立市）に開発した学園都市への住民誘致のために、中央本線国分寺駅と立川駅との間に「国立駅」を作って鉄道省に譲渡した。イギリスの田園都市・レッチワースの小住宅のデザインを取り入れたとされる三角切妻屋根の建物である。中央本線連続立体交差化事業に伴い2006年に解体されたが、国立市により文化財の指定を受け、2020年に再建されている。
国立駅舎の設計者については資料が残っておらず、1972年に当時の国立駅長がガリ版刷りの非公式冊子に「箱根土地会社のライト式建築のベテランで河野という人の設計と聞きました」と言及しているのみであった。2013年に長内敏之が、F.L.ライトの下で帝国ホテルの建設に従事し、その後箱根土地株式会社に入社した河野傳という人物について著書で紹介した。
設計図面など一次資料での裏付けは欠くものの、現在、国立駅の設計者は河野傳であると考えられている。